# 海伦厅
海伦厅，清朝时设置的厅。
光绪三十年（1904年）以通肯副都统地置，治所在今黑龙江省海伦市。设抚民同知，领青冈县；三十二年增领拜泉县。三十四年升为海伦府。 